# Јован Хозевит
Јован Хозевит, првобитно познат као Јован од Тебе, био је монах који је рођен у Египту око 440-450. године. Он је напустио монофизитство око 480. године и се преселио у Вади Келт у Јудејској пустињи, где је реорганизовао постојећу лавру у манастир познат као манастир Хозиба. Године 516. постао је епископ Цезареје, али је убрзо поднео оставку и вратио се у манастир Хозибу, где је умро између 520. и 530. године.
Рођен је у граду Тива у Египту. Као млад се замонашио и након тога је отпутовао у Јерусалим на поклоњење светим местима. Тамо је одбио да прими одлуке Четвртог васељенског сабора у Халкидону 451 г., и пришао монофизитима. Након сна у коме је чуо глас: Они који нису у заједници са "Васељенском Црквом Православном, нису достојни да се поклањају Крсту Господњем", покајао се и вратио учењу Православне цркве.
Подвизавао се у месту званом Хозева, између Јерусалима и Јерихона. Пошто се прочуо као велики аскета и молитвеник, против његове воље хиротонисан је за епископа Цезареје. Пошто није могао да послове епископског звања усклади са мирним и тихим монашким животом, вратио се поново у пустињу. 
У његовом светом житију се говори о његовим бројним чудима:  "Овај божанствени Јован: демоне из људи изгоњаше, болести неизлечиве исцељиваше, воде на разним местима извоћаше, многе кише с неба молитвом често низвођаше. И многа друга знамења и чудеса Бог преко њега чињаше. И он, као светило сијајући на земљи подвижништвом и чудесима, у лепој старости заврши свој живот и с миром предаде Господу своју свету душу".